# Восточная слепушонка
Восточная слепушонка (лат. Ellobius tancrei), или зайсанская слепушонка — вид грызунов семейства Cricetidae. Встречается в Средней Азии.

## Описание
Зайсанская слепушонка хорошо приспособлена к жизни под землёй. Она вырастает до длины головы и тела от 95 до 131 мм, с коротким хвостом от 8 до 20 мм и весом от 30 до 88 граммов. Шерсть густая, мягкая и бархатистая. Лицо и макушка головы тёмно-коричневые, а наружные уши редуцированы до мясистого гребня. Резцы чисто белые, прямые и длинные, выступают вперёд перед мордой. Цвет спинной поверхности тела варьируется от песочно-коричневого до тёмно-серовато-коричневого, а нижняя часть тела варьируется от белого до серовато-коричневого. Хвост песчано-коричневый с пучком серовато-белых волос на конце. Передние и задние лапы широкие, с маленькими когтями и покрыты белыми волосками.

## Хромосомы
Кариотип вариабельный, с 2n = 32-54. Y-хромосома утрачена, как и в случае с E. lutescens; однако, в отличие от E. lutescens, и самцы, и самки имеют пару Х-хромосом.

## Распространение и среда обитания
Ареал зайсанской слепушонки включает Узбекистан, Таджикистан, Киргизию, юго-восточный Казахстан, северный Синьцзян (Китай), северо-западную, центральную и юго-восточную Монголию и Туву (Россия). Её типичная среда обитания включает степи, пустыни и луга. Особенно процветает во влажных долинах и вблизи озёр и ручьёв, где почвенный слой глубокий.

## Поведение
Зайсанская слепушонка живёт в обширной системе нор с горизонтальными ходами диаметром около 5 или 6 см, которые обычно находятся на глубине от 10 до 40 см под землёй. Другие проходы ведут к хранилищам и гнездовым камерам на большей глубине. Слепушонки зарываются, используя свои резцы и движения головы вверх, чтобы пробиться сквозь рыхлую почву. Они активны в любое время дня и ночи, когда находятся под землёй, но редко выходят на поверхность днём. Ночью они добывают корм на обширной территории и питаются в основном корнями, луковицами и клубнями.
Размножение происходит в период с апреля по сентябрь, когда может быть произведено шесть или семь помётов с интервалом около 35 дней. Период беременности составляет 26 дней, каждый помёт состоит из трёх-семи детенышей, которые остаются в гнезде до тех пор, пока их не отлучат от груди в возрасте двух месяцев. К трём месяцам они становятся половозрелыми.

## Статус
Зайсанская слепушонка имеет широкий ареал и большую общую популяцию. Никаких особых угроз для неё не было признано, и Международный союз охраны природы оценил её природоохранный статус как «вызывающий наименьшие опасения».